# Coatlamoloya
Coatlamoloya är en ort i Mexiko.   Den ligger i kommunen Atlixtac och delstaten Guerrero, i den sydöstra delen av landet, 200 km söder om huvudstaden Mexico City. Coatlamoloya ligger 1 397 meter över havet och antalet invånare är 163.
Terrängen runt Coatlamoloya är huvudsakligen kuperad. Coatlamoloya ligger nere i en dal. Runt Coatlamoloya är det ganska glesbefolkat, med 43 invånare per kvadratkilometer. Närmaste större samhälle är Pochutla, 5,5 km norr om Coatlamoloya. I omgivningarna runt Coatlamoloya växer huvudsakligen savannskog.